# Élections régionales en Bavière
 (signalé en juin 2025).
Si vous disposez d'ouvrages ou d'articles de référence ou si vous connaissez des sites web de qualité traitant du thème abordé ici, merci de compléter l'article en donnant les références utiles à sa vérifiabilité et en les liant à la section « Notes et références ».
- Archive Wikiwix
- Bing
- Cairn
- DuckDuckGo
- E. Universalis
- Gallica
- Google
- G. Books
- G. News
- G. Scholar
- Persée
- Qwant
- (zh) Baidu
- (ru) Yandex
- (wd) trouver des œuvres sur Wikidata

Les élections régionales en Bavière (en allemand : Landtagswahl in Bayern) sont organisées tous les cinq ans dans le Land de Bavière, sauf en cas de dissolution anticipée, afin de désigner les députés régionaux qui siègent au sein du Landtag.

## Résumé
| Élections au Landtag de Bavière |               |                         |               |                          |        |           |                    |                          |
| Année                           | Participation | Hémicycle               | Parti en tête | Parti en tête            | Score  | Sièges    | Ministre-président | Ministre-président       |
| 1946                            | 75,7 %        |                         |               | Union chrétienne-sociale | 52,3 % | 104 / 180 |                    | Hans Ehard (CSU)         |
| 1950                            | 79,9 %        |                         |               | Parti social-démocrate   | 28,0 % | 63 / 204  |                    | Hans Ehard (CSU)         |
| 1954                            | 82,4 %        |                         |               | Union chrétienne-sociale | 38,0 % | 83 / 204  |                    | Wilhelm Hoegner (SPD))   |
| 1954                            | 82,4 %        | Hanns Seidel (CSU)      |               | Union chrétienne-sociale | 38,0 % | 83 / 204  |                    |                          |
| 1958                            | 76,6 %        |                         |               | Union chrétienne-sociale | 45,6 % | 101 / 204 |                    | Hanns Seidel (CSU)       |
| 1958                            | 76,6 %        | Hans Ehard (CSU)        |               | Union chrétienne-sociale | 45,6 % | 101 / 204 |                    |                          |
| 1962                            | 76,5 %        |                         |               | Union chrétienne-sociale | 47,5 % | 108 / 204 |                    | Alfons Goppel (CSU)      |
| 1966                            | 80,6 %        |                         |               | Union chrétienne-sociale | 48,1 % | 110 / 204 |                    | Alfons Goppel (CSU)      |
| 1970                            | 79,5 %        |                         |               | Union chrétienne-sociale | 56,4 % | 124 / 204 |                    | Alfons Goppel (CSU)      |
| 1974                            | 77,7 %        |                         |               | Union chrétienne-sociale | 62,1 % | 132 / 204 |                    | Alfons Goppel (CSU)      |
| 1978                            | 76,6 %        |                         |               | Union chrétienne-sociale | 59,1 % | 129 / 204 |                    | Franz Josef Strauß (CSU) |
| 1982                            | 78,0 %        |                         |               | Union chrétienne-sociale | 58,3 % | 133 / 204 |                    | Franz Josef Strauß (CSU) |
| 1986                            | 70,1 %        |                         |               | Union chrétienne-sociale | 55,8 % | 128 / 204 |                    | Franz Josef Strauß (CSU) |
| 1986                            | 70,1 %        | Max Streibl (CSU)       |               | Union chrétienne-sociale | 55,8 % | 128 / 204 |                    |                          |
| 1990                            | 65,9 %        |                         |               | Union chrétienne-sociale | 54,9 % | 127 / 204 |                    | Max Streibl (CSU)        |
| 1990                            | 65,9 %        | Edmund Stoiber (CSU)    |               | Union chrétienne-sociale | 54,9 % | 127 / 204 |                    |                          |
| 1994                            | 67,8 %        |                         |               | Union chrétienne-sociale | 52,8 % | 120 / 204 |                    | Edmund Stoiber (CSU)     |
| 1998                            | 69,8 %        |                         |               | Union chrétienne-sociale | 52,9 % | 123 / 204 |                    | Edmund Stoiber (CSU)     |
| 2003                            | 57,1 %        |                         |               | Union chrétienne-sociale | 60,7 % | 124 / 180 |                    | Edmund Stoiber (CSU)     |
| 2003                            | 57,1 %        | Günther Beckstein (CSU) |               | Union chrétienne-sociale | 60,7 % | 124 / 180 |                    |                          |
| 2008                            | 58,1 %        |                         |               | Union chrétienne-sociale | 43,4 % | 92 / 187  |                    | Horst Seehofer (CSU)     |
| 2013                            | 63,9 %        |                         |               | Union chrétienne-sociale | 47,7 % | 101 / 180 |                    | Horst Seehofer (CSU)     |
| 2013                            | 63,9 %        | Markus Söder (CSU)      |               | Union chrétienne-sociale | 47,7 % | 101 / 180 |                    |                          |
| 2018                            | 72,4 %        |                         |               | Union chrétienne-sociale | 37,2 % | 85 / 205  |                    | Markus Söder (CSU)       |
| 2023                            | 73,1 %        |                         |               | Union chrétienne-sociale | 37,0 % | 85 / 203  |                    | Markus Söder (CSU)       |